# Palau Imperial de Tòquio
El Palau Imperial de Tòquio (en japonès Kōkyo, 皇子, literalment "Residència de l'Emperador") és la residència habitual de l'emperador del Japó. Situat al districte especial de Chiyoda del barri del mateix nom de Tòquio, el complex palatí és una gran zona semblant a un parc que conté diversos edificis, inclosos el palau principal (宮殿, Kyūden), algunes residències de la família imperial, un arxiu, museus i oficines administratives.
Es troba emplaçat en el lloc que ocupava l'antic castell d'Edo, despruït el segle xix. La superfície total del palau, inclosos els jardins, és d'1,15 km² (150 hectàrees). Durant l'apogeu de la bombolla immobiliària japonesa dels anys 1980, alguns terrenys del palau van ser valorats per un preu superior al del valor de tots els béns immobles de l'estat de Califòrnia.
L'adreça oficial del Kōkyo és 1-1, Chiyoda, Chiyoda-ku de Tòquio.

## Història

### El castell Edo
Després de la capitulació del shogunat i la Restauració Meiji, els seus habitants, inclòs el Shōgun Tokugawa Yoshinobu, van haver de deixar els locals del castell Edo. L'emperador llavors va abandonant el palau imperial de Kyoto el 26 de novembre de 1868 per a instal·lar-se a la seva nova residència i el va rebatejar amb el nom de castell de Tōkei (東京 城, Tōkei-jō). Poc després va tornar a canviar de nom per passar a anomenar-se castell Imperial (皇城, Kōjō).

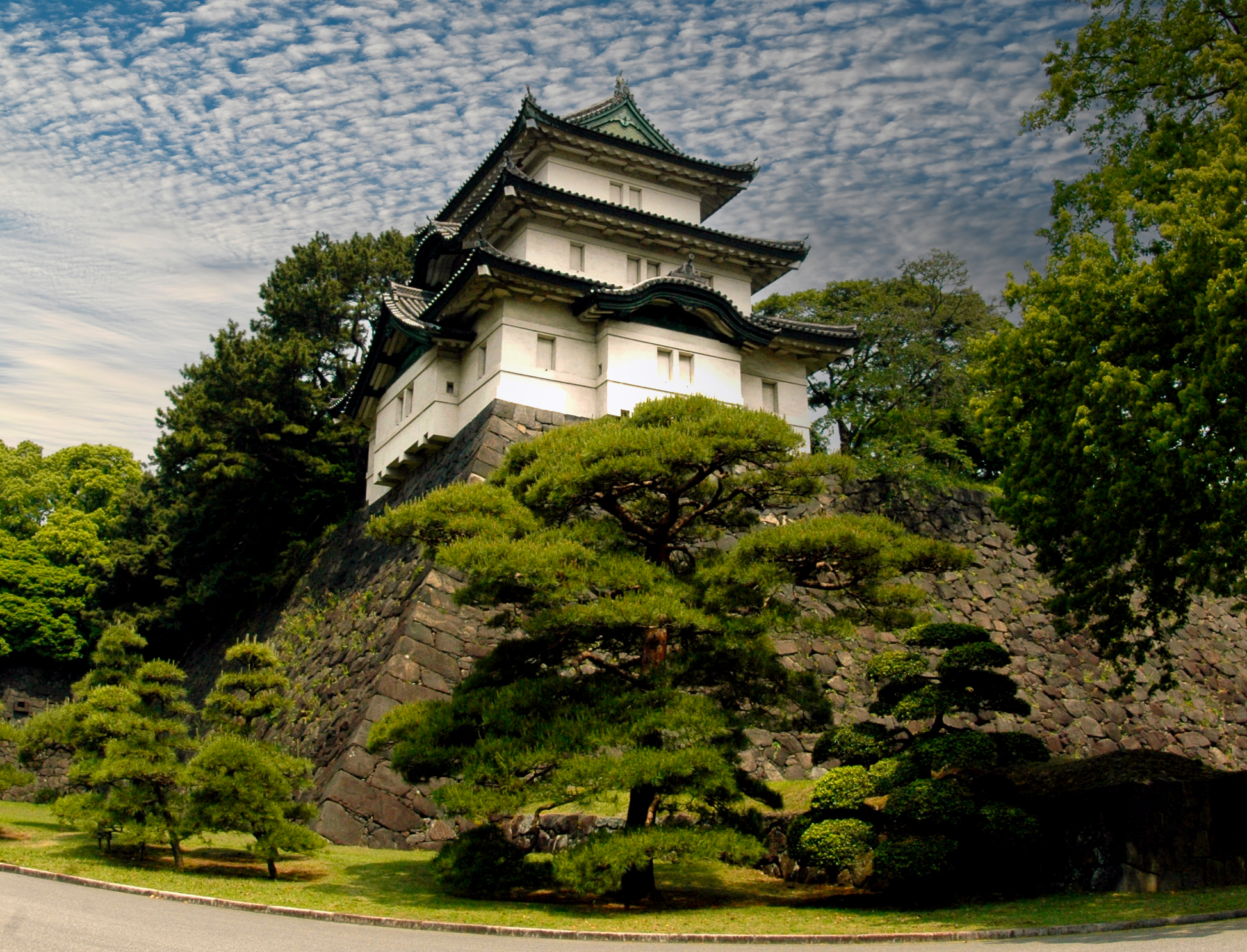
La Fujimi Yagura (una torre del castell Edo), construïda el 1659,

Incendis anteriors n'havien destruït la zona d'Honmaru que contenia l'antiga torre principal (que va cremar-se al foc de Meireki de 1657). La nit del 5 de maig de 1873, un altre incendi va consumir el palau Nishinomaru (antiga residència del shōgun) i el nou castell imperial del palau (宮城, Kyūjō) es va construir al mateix lloc el 1888.
Ja al període Meiji, la majoria d'estructures del castell Edo van desaparèixer. Algunes es van derruir per a deixar lloc a altres edificis, mentre que d'altres van quedar destruïdes per terratrèmols o incendis. Per exemple, els ponts dobles de fusta (二 重 橋, Nijūbashi) que hi havia sobre el fossat van ser substituïts per ponts de pedra i ferro.
El 2004 es va fundar una associació sense ànim de lucre que pretén reconstruir l' Edo-jo (NPO 法人 江 戸 城 再 建). El seu objectiu era fer una reconstrucció històricament correcta d'almenys la torre principal. El març de 2013, Naotaka Kotake, president de l'associació, va dir que "la capital necessita un edifici simbòlic" i que el grup planejava recollir donacions i signatures per a aconseguir la reconstrucció de la torre. S'havia fet un plànol de reconstrucció basat en documents antics. En aquell moment, l'Agència de la Família Imperial no va indicar si donaria suport al projecte.

### L'antic palau

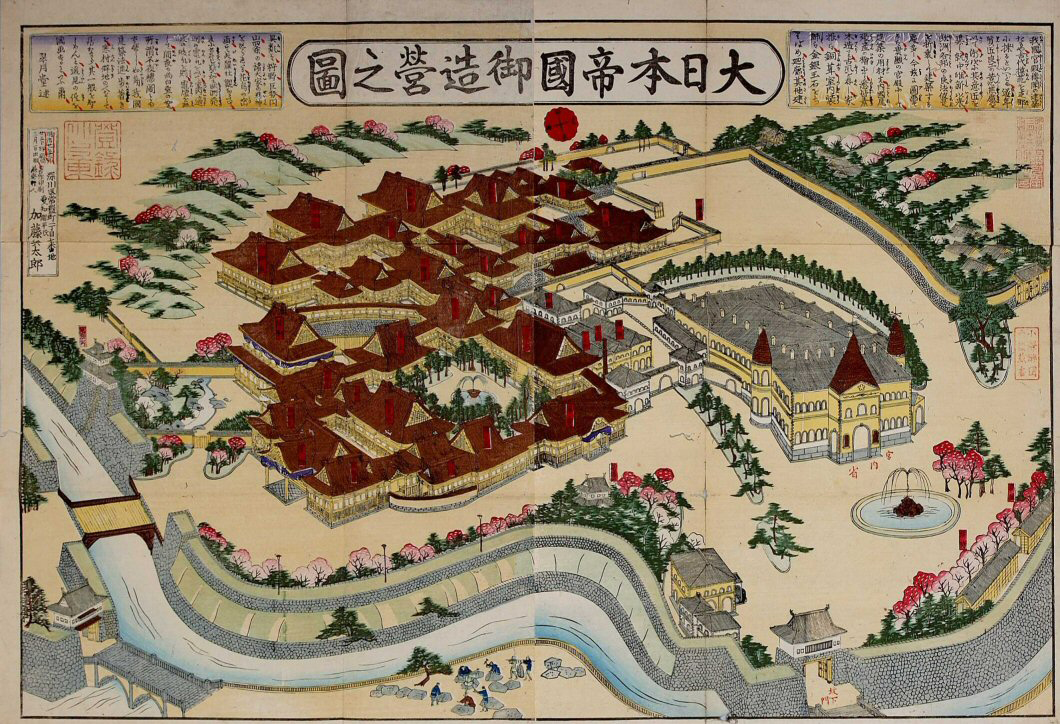
El Kyūden poc després de la seva finalització a finals del 1800

Els edificis del Palau Imperial construïts a l'era Meiji eren de fusta. El seu disseny utilitzava l'arquitectura tradicional japonesa en el seu aspecte exterior, mentre que els interiors eren una barreja eclèctica d'elements japonesos i europeus que estaven de moda. Els sostres de les grans cambres estaven enteixinats amb elements japonesos; no obstant això, les cadires, les taules i les cortines gruixudes occidentals ocupaven els espais de vida. Els terres de les sales públiques tenien parquets o catifes, mentre que els espais residencials utilitzaven el tradicional tatami.
La sala principal d'audiències era la part central del palau. Era l'edifici més gran del recinte. La superfície d'aquesta sala era de més de 223 tsubo o aproximadament 737,25 m². El sostre tenia un estil similar al del Palau Imperial de Kyoto, però estava cobert amb plaques de coure (ignífuges) en lloc de teules de xiprer japonès.
A finals del període Taishō i principis de Shōwa s'hi van afegir edificis, com ara la seu del Ministeri de la Casa Imperial i del Consell Privat. Aquestes estructures només exhibien elements japonesos simbòlics.

Del 1888 al 1948, el recinte es va anomenar Palau del Castell (宮城, Kyūjō). La nit del 25 de maig de 1945, la majoria de les estructures del Palau Imperial van ser destruïdes en els bombardejos aliats sobre Tòquio. Segons el pilot bombarder nord-americà Richard Lineberger, el Palau de l'Emperador va ser l'objectiu de la seva missió especial el 29 de juliol de 1945, que va ser atacat amb bombes de 2.000 lliures. L'agost de 1945, els dies finals de la Segona Guerra Mundial, l'emperador Hirohito es va reunir amb el seu Consell Privat per prendre decisions que van culminar amb la rendició del Japó en un refugi antiaeri subterrani que hi havia als terrenys del palau conegut com la Biblioteca de Sa Majestat (御 文庫 附属室, Obunko Fuzokushitsu).

Mapa de l'actual Palau Imperial de Tòquio.

### El palau actual
A causa de la destrucció a gran escala del palau de l'era Meiji, als anys seixanta es va construir un nou saló principal del palau (宮殿, Kyūden) i residències a la part occidental del lloc que ocupava l'antic palau. La zona es va batejar amb el nom de Residència de l'Emperador (皇居, Kōkyo) el 1948, mentre que la seva part oriental es va convertir en el Jardí Oriental (東 御苑, Higashi-Gyoen) com a parc públic el 1968.
L'actual palau imperial conserva algunes restes de l'antic castell d'Edo. El modern Kyūden (宮殿), dissenyat per a diverses funcions i recepcions de la cort imperial, es troba a l'antiga zona de Nishinomaru del recinte del palau. A una escala molt més modesta, el Palau Fukiage (吹 上 御所, Fukiage gosho), la residència oficial de l'emperador i l'emperadriu, es troba al jardí Fukiage. Dissenyada per l'arquitecte japonès Shōzō Uchii, la moderna residència es va acabar de construir el 1993.
Actualment (juliol de 2020) aquesta residència no s'utilitza i es prepara per a Naruhito, que de moment manté la seva residència principal a l'antic Palau Tōgū, rebatejat com a Palau Akasaka (赤 坂 御所, Akasaka gosho).

## Descripció

### Kyūden
El Palau Imperial (宮殿, Kyūden) i la seu de l'Agència de la Família Imperial es troben a l'antic enceinte de Nishinomaru (Ciutadella Oest) del castell d'Edo. El Kyūden s'utilitza tant per rebre convidats estatals com per a celebrar cerimònies i funcions oficials de l'Estat. El Matsu-no-Ma (cambra de pi) és la sala del tron. L'emperador dona audiències al primer ministre en aquesta sala, a més de nomenar o destituir ambaixadors i ministres d'Estat. També és la sala on es designa el primer ministre i el president del Tribunal Suprem.

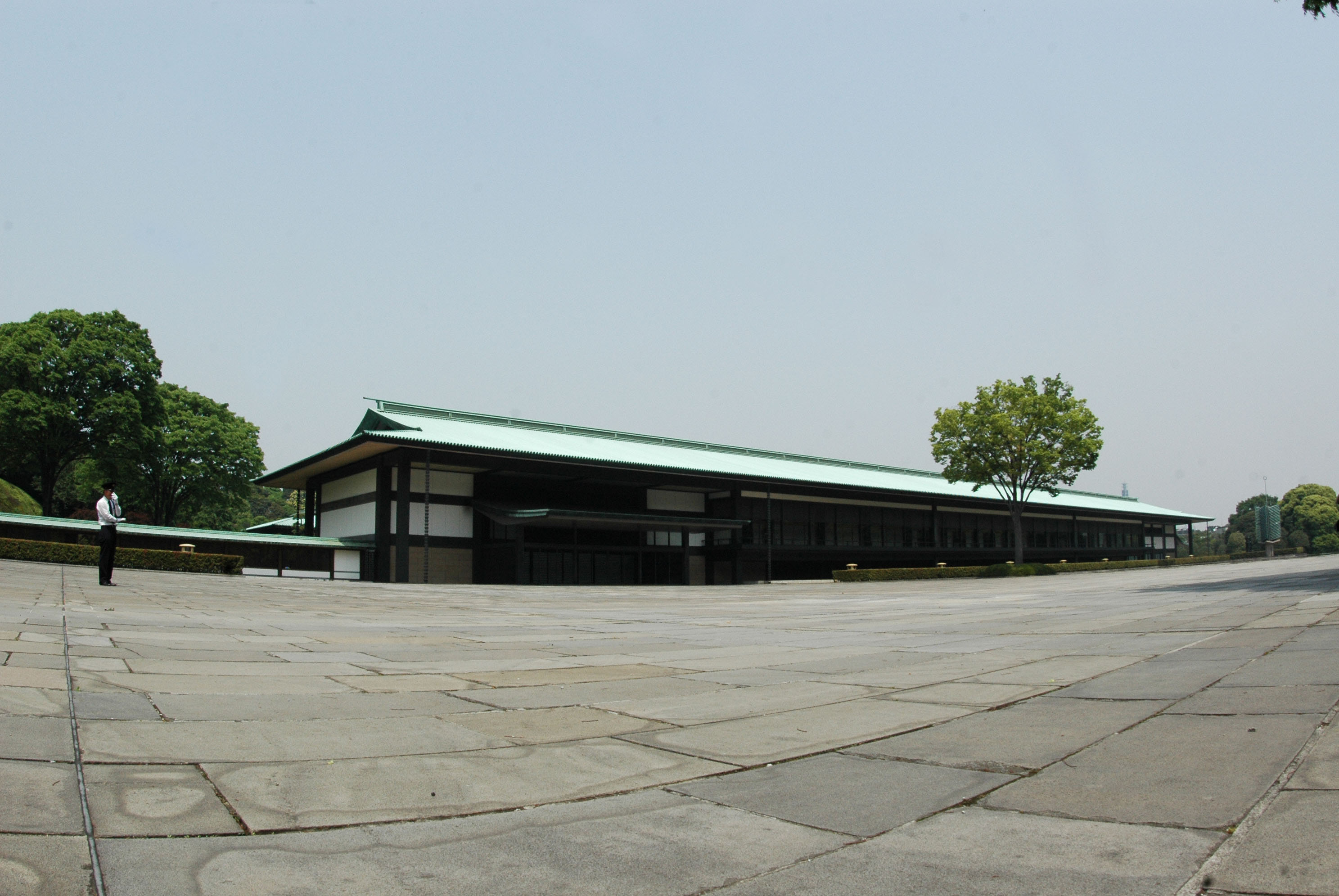
Sala de recepcions Chōwaden.

El palau actual consta de múltiples estructures modernes que estan interconnectades. El complex del palau es va acabar el 1968 i es va construir amb estructures de formigó armat emmarcades en acer produïdes a nivell nacional, amb dos pisos sobre d'alçada i un pis per sota terra. Els edificis del Palau Imperial van ser construïts per la Corporació Takenaka amb un estil modernista amb clares referències arquitectòniques japoneses, com ara el gran sostre a dues aigües, les columnes i les bigues.
El complex consta de sis ales:
- Sala d'actes estatal Seiden
- Sala de banquets estatal Hōmeiden
- Sala de recepció Chōwaden
- Menjador Rensui
- Saló Chigusa Chidori
- L'oficina de treball de l'Emperador

### Jardí Fukiage
El jardí Fukiage porta aquest nom des del període Edo i s'utilitza com a zona residencial de la família imperial.
El Palau de Fukiage (吹 上 御所, Fukiage gosho), finalitzat el 1993, es va utilitzar com a residència principal d'Akihito del 8 de desembre de 1993 al març de 2020. Actualment (juliol de 2020) no s'utilitza i s'està reformant, serà la residència principal de Naruhito.
El palau Fukiage Ōmiya (吹 上 大 宮 御所, Fukiage Ōmiya-gosho) a la secció nord va ser originalment la residència de l'emperador Showa i l'emperadriu Kōjun i es deia Palau Fukiage. Després de la mort de l'emperador el 1989, el palau es va canviar el nom de palau Fukiage Ōmiya i va ser la residència de l'emperadriu vídua fins a la seva mort el 2000. Actualment no s'utilitza.
Els recintes del palau inclouen els Santuaris dels Tres Palaus (宮中 三 殿, Kyūchū-sanden). Aquí s'hi conserven parts del Tresors Imperials del Japó i el santuari té un paper religiós en les entronitzacions imperials i els casaments.

### Jardins orientals

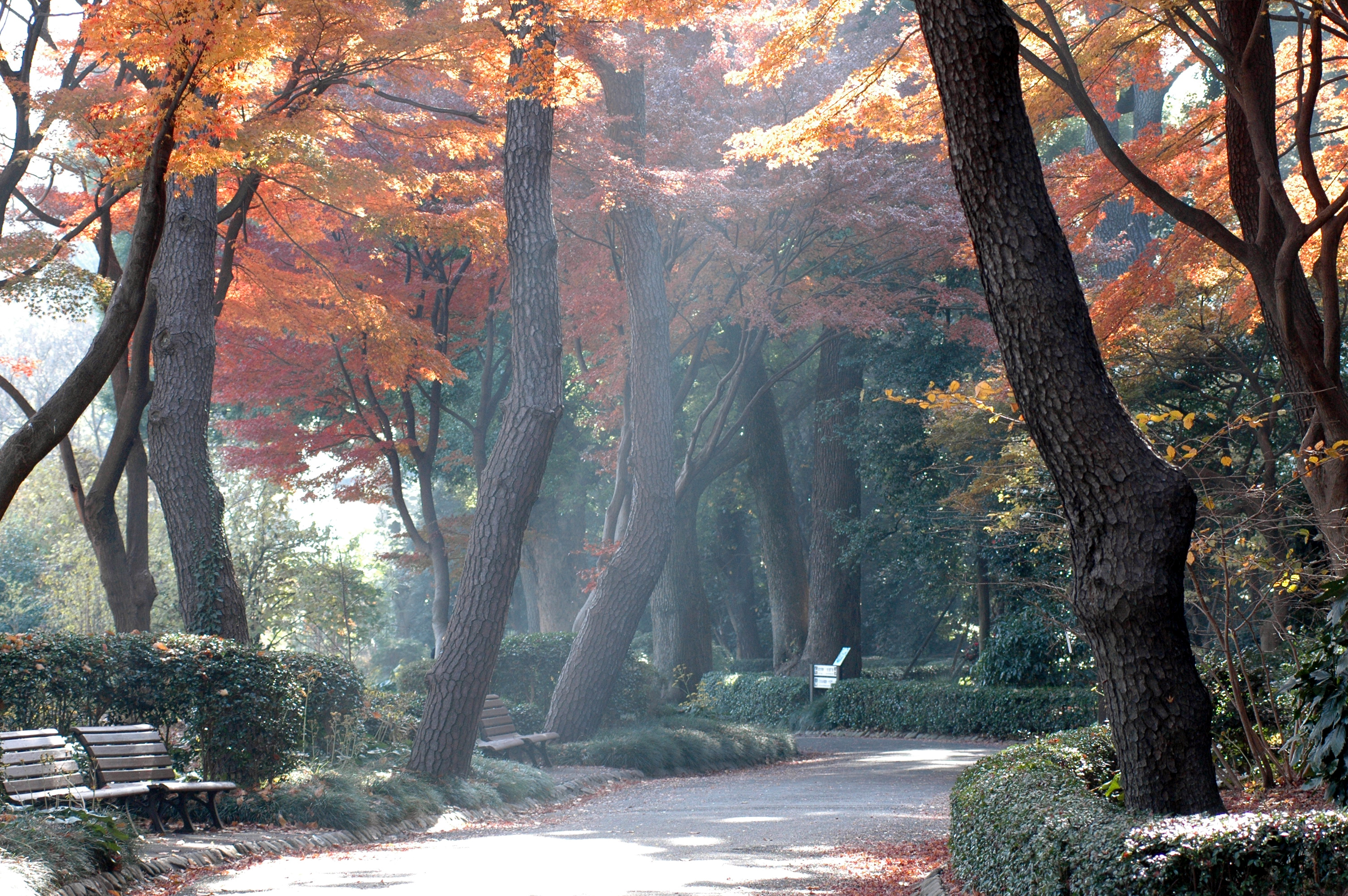
Jardins orientals.

Els jardins orientals, amb els seus 210.000 m², abasta les antigues zones d'Honmaru i Ninomaru del castell Edo. Aquesta zona acull la majoria dels edificis administratius del palauː la Sala Imperial de Música Tokagakudo, el Departament de Música de la Junta de Cerimònies de la Casa Imperial, el Departament d'Arxius i Mausoleus de l'Agència de la Casa Imperial, estructures per als guàrdies com el dojo Saineikan i el Museu de les col·leccions imperials.
Diverses estructures que es van afegir des del període Meiji van ser eliminades amb el pas del temps per permetre la construcció dels jardins orientals. El 1932, el kuretake-ryō es va construir com a dormitori per a princeses imperials, tot i que aquest edifici va ser eliminat abans de la construcció dels jardins actuals. També es van retirar altres edificis, com ara estables i habitatges, per crear aquests jardins.
Les obres de construcció es van iniciar el 1961 amb un nou estany al Ninomaru, així com la reparació i restauració de diverses cases i estructures del període Edo. El 30 de maig de 1963, la zona va ser declarada pel govern japonès com a "relíquia històrica especial" segons la llei de protecció dels béns culturals.